# Halles de Craon
Les Halles de Craon sont des halles en bois, construites en 1850 à Craon, en France.

## Localisation
Les halles sont situées dans le département français de Mayenne, sur la commune de Craon.

## Historique
Des halles sont mentionnées à Craon dès le XIIe siècle.
Sous l'Ancien Régime, les halles de Craon servaient au commerce des bestiaux et du grain, ainsi que du fil de lin. Au XVIIe siècle, à la suite de l'incendie de l'ancien hôpital de la ville, elles servent de refuge aux mendiants. Lors des processions religieuses, elles en sont l'étape principale, où on dispose des reposoirs. De plus, on y placarde les avis à la population.
Au début des années 1830, les Halles sont la propriété de M. Letort-Beauchêne, l'ancien maire de Craon. Par une ordonnance de novembre 1831, Louis-Philippe Ier approuve la vente des Halles à la ville de Craon.
En 1848, une crise financière et politique met à l'arrêt bon nombre de projets privés, privant les ouvriers de travail. En 1849, il est décidé, afin d'occuper les ouvriers, de reconstruire totalement les halles, en mauvais état. Les plans et les devis sont réalisés par M. Moll, architecte, et la réalisation est accordée à un charpentier de Craon, Victor Gasnier. Le financement des travaux doit être réalisé par les riverains des halles, moyennant une cotisation de 20 francs par mètre de façade le long des halles. Plusieurs propriétaires, mécontent de la nouvelle situation, refusent de payer. Les travaux sont achevés vers le milieu de l'année 1850.
En 1902, arguant des dangers d'incendie que représente le bâtiment, une pétition est signée par trente-deux personnes pour la destruction des halles. Une seconde pétition, pour la conservation, réunit quarante-six signatures. La municipalité, reconnaissant le rôle commercial et fiscal des halles, refuse la destruction. Une seconde pétition pour la destruction est relancée en 1924, mais la municipalité s'y refuse, démontrant le rôle des halles dans l'accueil de manifestation les jours de pluie, mais aussi que le bâtiment « donne au quartier un cachet particulier dont les étrangers ne sont pas sans remarquer l’originalité ».
L'édifice est inscrit au titre des monuments historiques en 1984 et fait l'objet d'une campagne de restauration en 2010-2011.

## Description

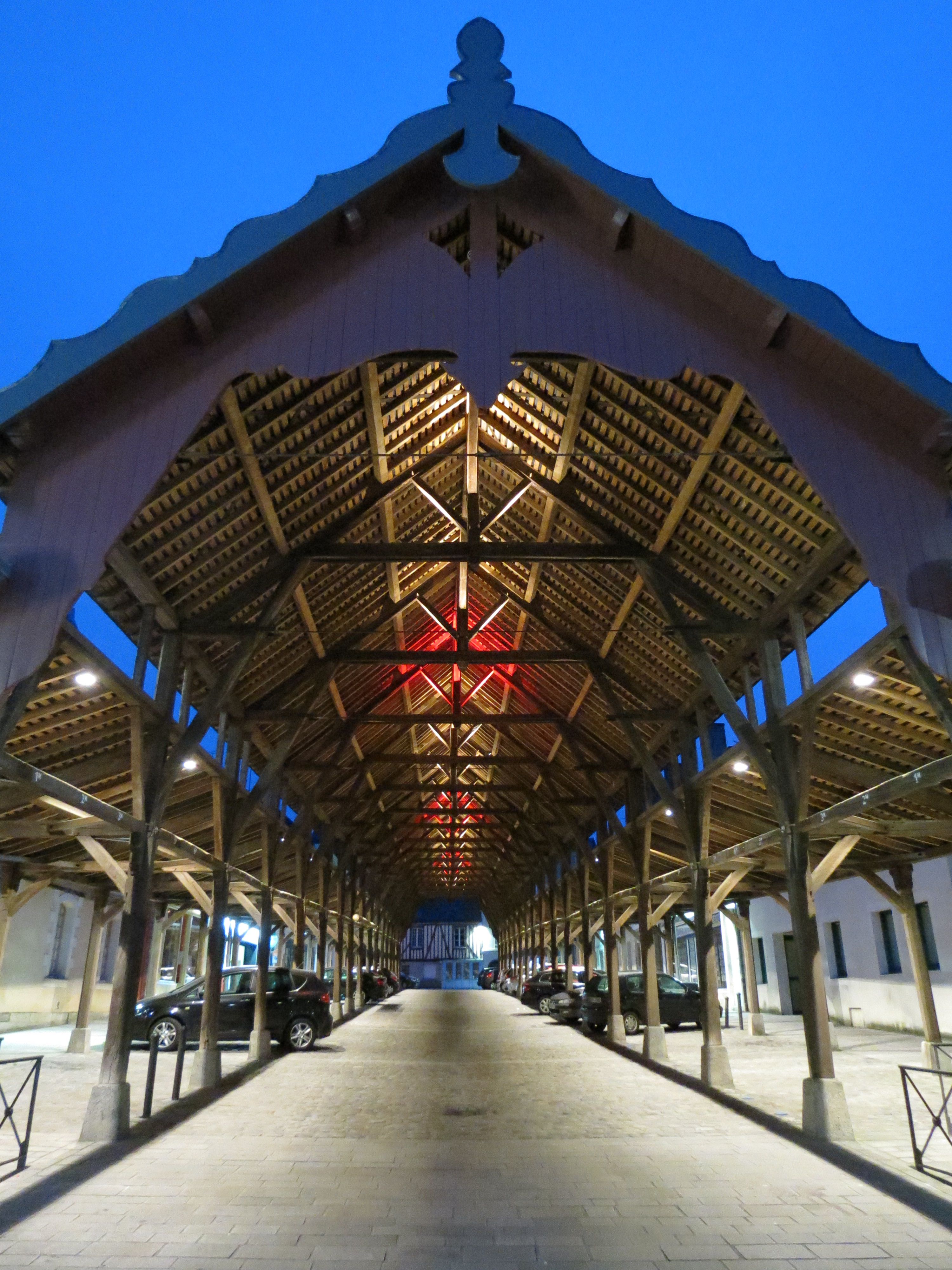
Vue de la nef des Halles.
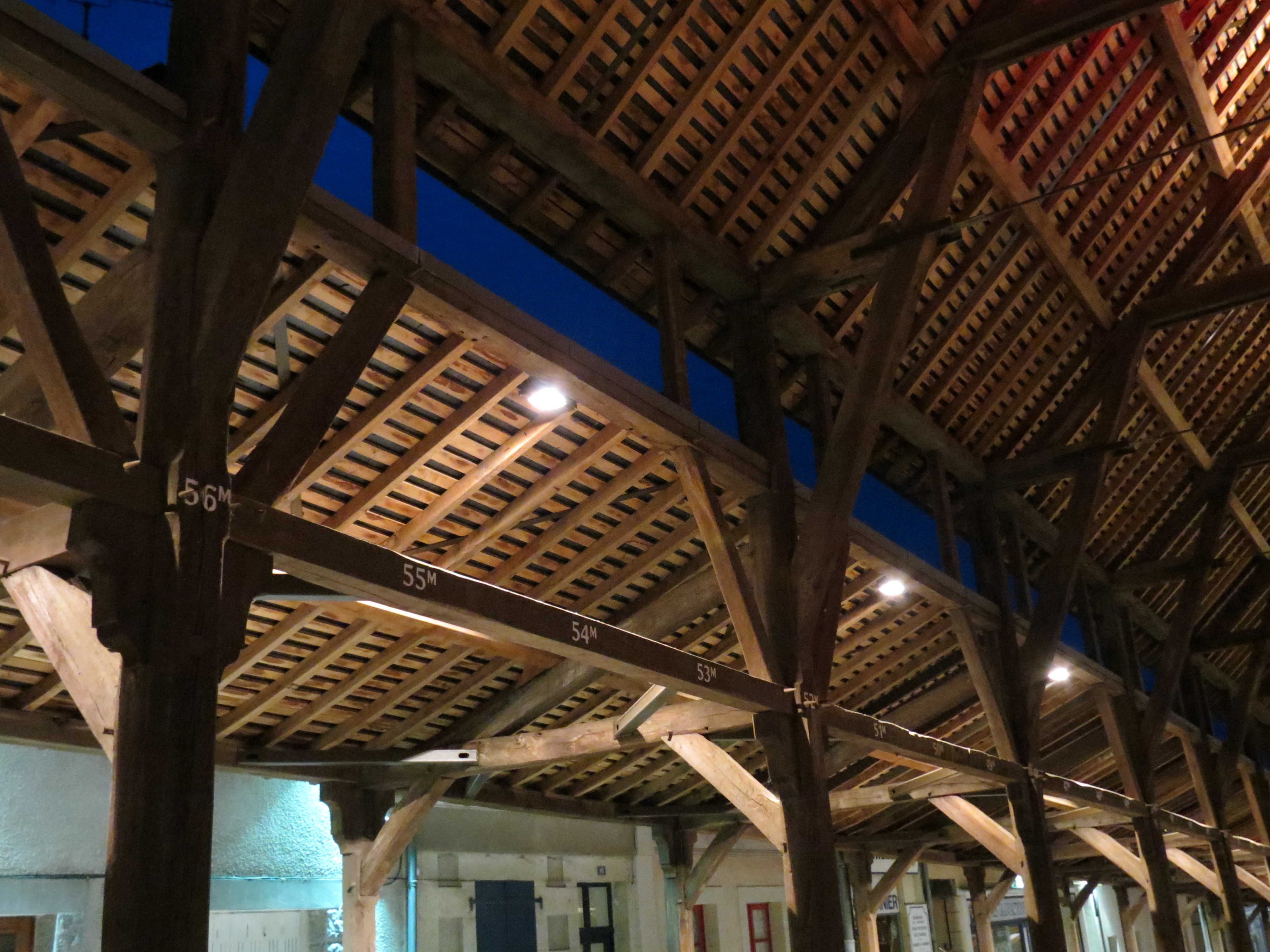
Détail de la charpente.
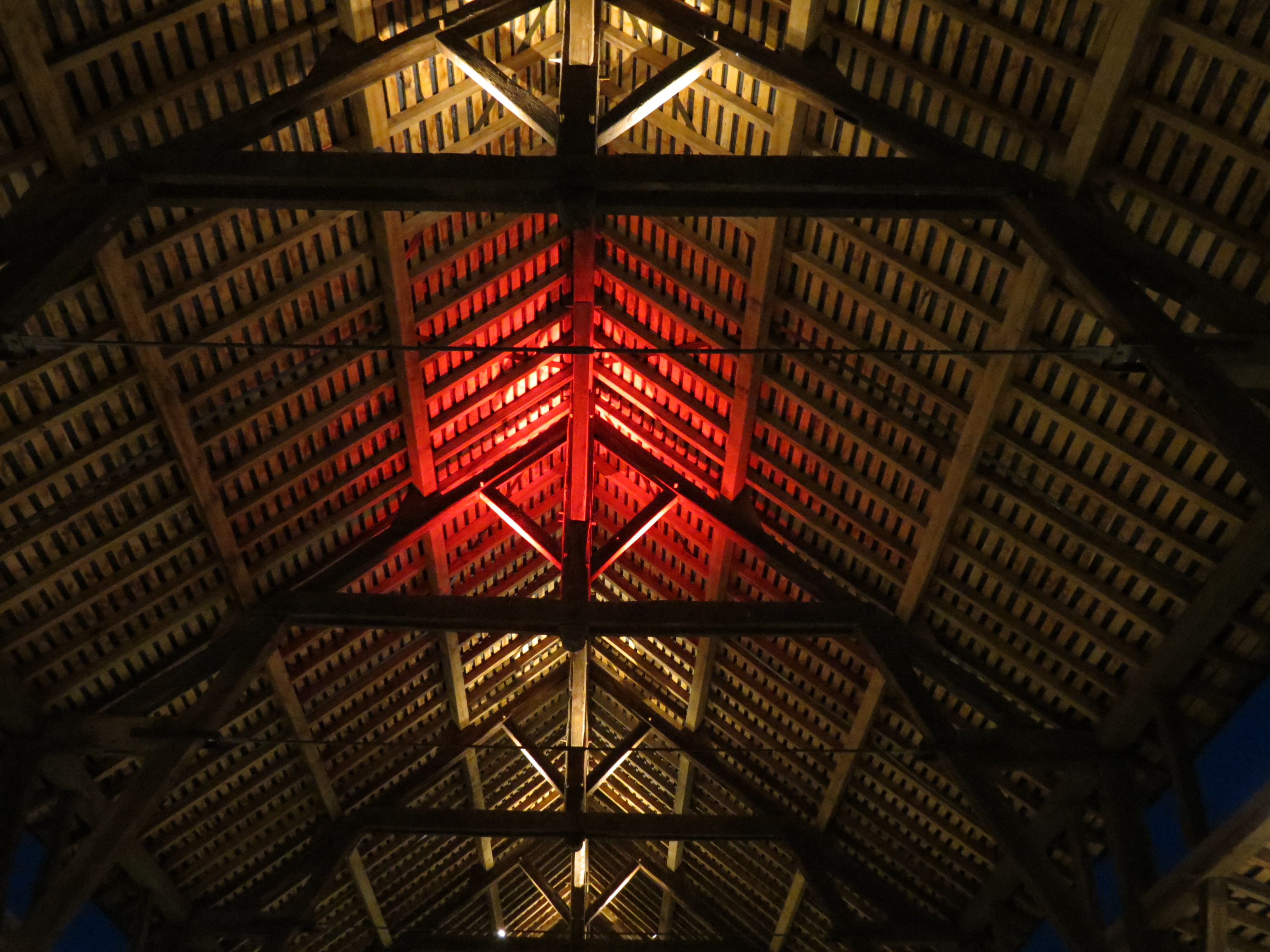
Charpente de la nef.
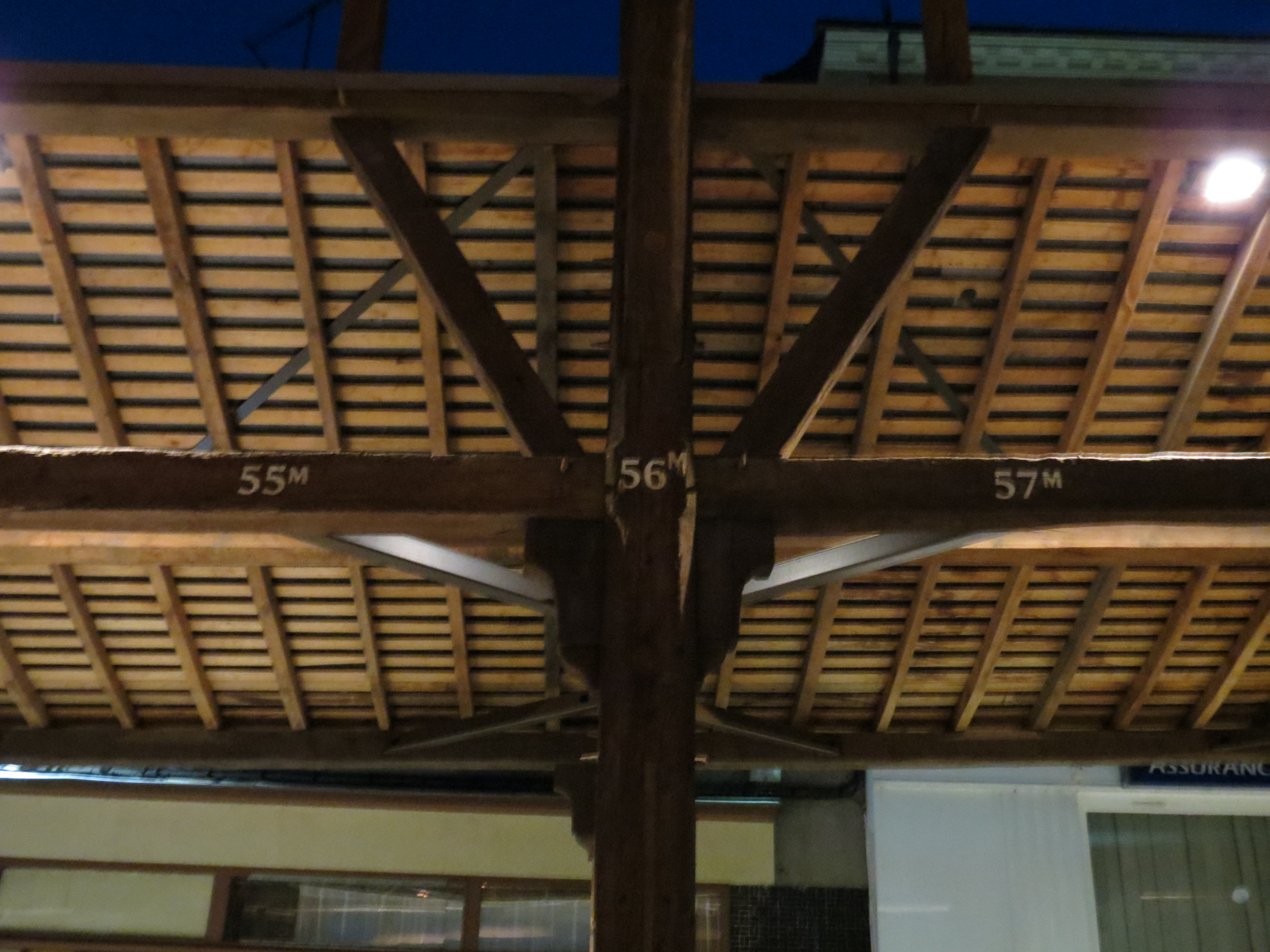
Charpente d'un collatéral.
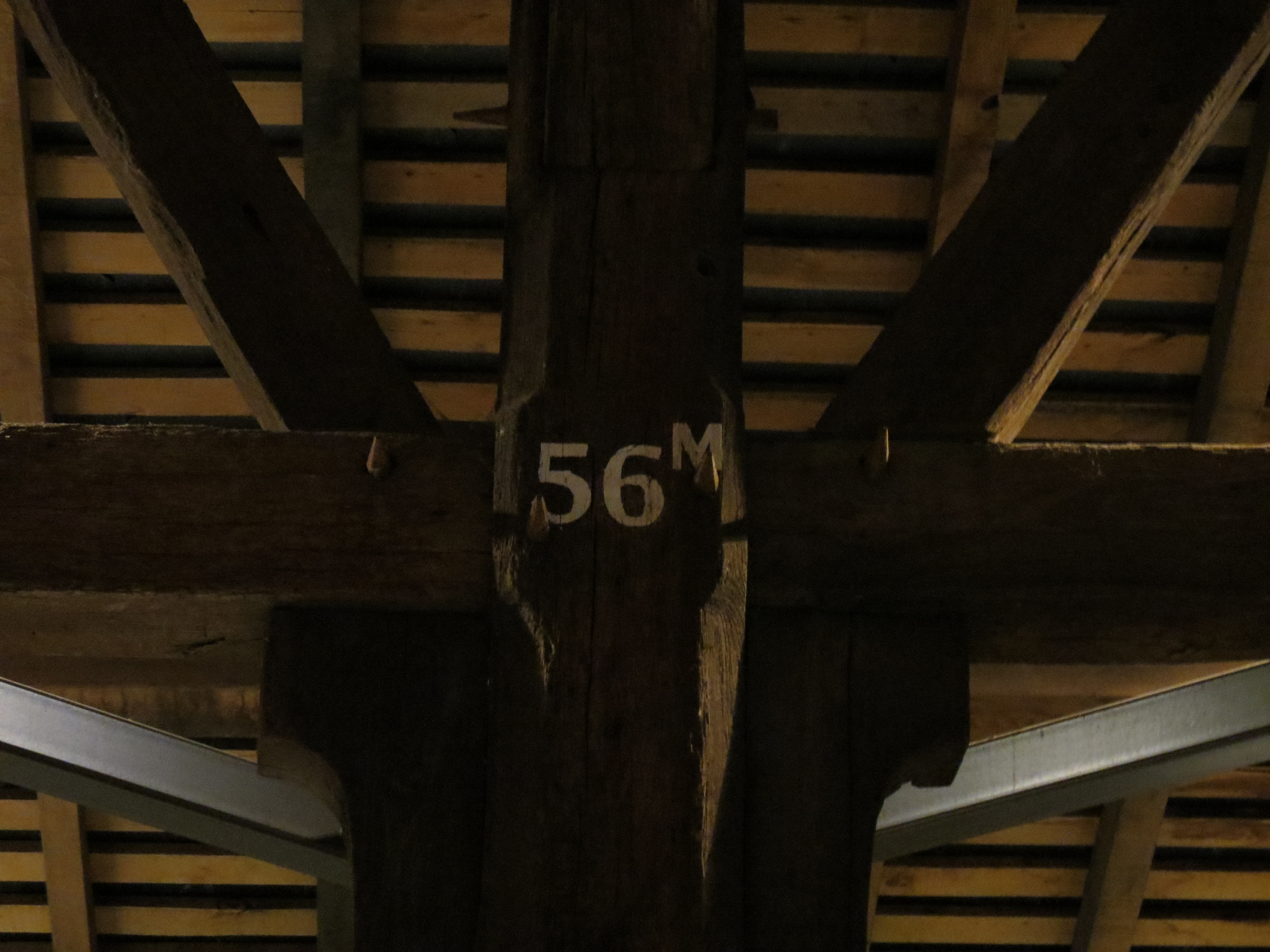
Détail d'une inscription.